# Khentetka
Khentetka hay Khentetenka (Thế kỷ 26 trước Công nguyên) là Nữ hoàng Ai Cập; vợ của vua Djedefre thuộc triều đại thứ 4.

## Tiểu sử
Chức danh Khentetka bao gồm King Beloved Wife (ḥm.t-nỉswt mrỉỉt = f), Người đàn bà nhìn thấy Horus và Set (m33.t-HRW-STS), Tiếp viên của Horus (HT-HRW), Nữ tư tế của Neith (ḥm.t- nṯr nt).
Người ta không biết cha mẹ của Khentetka là ai. Khentetka là vợ của pharaoh triều đại thứ 4 Djedefre và có thể bà là mẹ của một số đứa con của ông. Djedefre đã có một người vợ khác tên Hetepheres. Djedefre có bốn người con trai (Hornit, Baka, Setka và Nikaudjedefre) và hai cô con gái (Hetepheres C và Neferhetepes) nhưng không biết liệu Khentetka hay Hetepheres (hay thậm chí là một người phụ nữ khác) là mẹ của những đứa trẻ này. Có ý kiến cho rằng Công chúa Neferhetepes là con gái của Djedefre bởi Hetepheres.

## Tượng và chôn cất
Khentetka được biết đến từ những bức tượng được tìm thấy tại Abu Rawash. Bà được miêu tả quỳ bên cạnh chân vua Djedefre. (Do nghệ thuật Ai Cập sử dụng tỷ lệ phân cấp, hình dáng của bà ấy nhỏ bé một cách bất thường so với nhà vua.) Một cấu trúc ở góc phía tây nam của khu phức hợp kim tự tháp của Djedefre tại Abu Rawash đã được đề xuất là nơi chôn cất có thể của Khentetka. Maragioglio và Rinaldi tin rằng đó có thể là kim tự tháp thuộc về nữ hoàng và điều đó có thể chỉ ra kim tự tháp thuộc về Nữ hoàng Khentetka.
Khu lăng mộ không hoàn toàn rõ ràng cũng như mục đích của kim tự tháp là gì. Stadelmann và Jonosi tin rằng đó là một kim tự tháp sùng bái. Kim tự tháp sùng bái thường đứng ở góc đông nam của khu phức hợp kim tự tháp. Định hướng chung của quần thể kim tự tháp Djedefre là hướng tây bắc và không phải hướng đông-nam như phổ biến hơn. Sự khác biệt về định hướng có thể có nghĩa là kim tự tháp sùng bái có thể không được đặt ở vị trí thông thường của nó và công trình này có thể là kim tự tháp sùng bái cho tổ hợp kim tự tháp của Djedefre. Các cuộc khai quật tiếp theo sẽ được yêu cầu để làm sáng tỏ câu hỏi này.